# Havřice (przystanek kolejowy)
Havřice – przystanek kolejowy w Havřicach (część miasta Uherský Brod), w kraju zlińskim, w Czechach przy ulicy U Zastávky. Znajduje się na wysokości 205 m n.p.m.
Na przystanku istnieje możliwość zakupu biletów i rezerwacji miejsc. 

## Linie kolejowe
- 341 Staré Město u Uh.Hradiště - Vlárský průsmyk